# NGC 2502
NGC 2502 è una galassia lenticolare situata nella costellazione della Carena, a una distanza di circa 60 milioni di anni luce dalla nostra Via Lattea.

## Scoperta
La galassia è stata scoperta il 5 gennaio 1837 dall'astronomo britannico John Herschel.

## Descrizione
NGC 2502 presenta una larga riga a 21 cm dell'idrogeno neutro.

## Gruppo di NGC 2427
NGC 2502 assieme a NGC 2427, PGC 21293 (ESO 208-21), PGC 21466 (ESO 208-33) e PGC 22338 (ESO 209-9) costituisce il Gruppo di NGC 2427.